# Asser Wallenius
Asser Rafael Wallenius (ur. 23 lipca 1902 w Tampere, zm. 25 lutego 1971 w Helsinkach) – fiński łyżwiarz szybki.
Brał udział w Zimowych Igrzyskach Olimpijskich 1924. W biegu na 500 m. zajął 5. miejsce. Ukończył także biegi na dystansach 5000 i 10 000 m. W obu konkurencjach znalazł się na 10. miejscu.

## Rekordy życiowe
- 500 m. - 44.4 (1924)
- 1500 m. - 2:22,2 (1924)
- 5000 m. - 9:02,7 (1922)
- 10 000 m. - 18.41,2 (1924)